# Surteby församling
Surteby församling var en församling i Göteborgs stift i nuvarande Marks kommun. Församlingen uppgick 1926 i Surteby-Kattunga församling.

## Administrativ historik
Församlingen har medeltida ursprung.
Församlingen var till 1926 moderförsamling i pastoratet Surteby, Fotskäl och Kattunga som från 1693 även omfattade Tostareds församling. Församlingen ombildades 1926 genom införlivande av Kattunga församling till Surteby-Kattunga församling.

## Kyrkor
- Surteby kyrka